# Paula Ortiz
Paula Ortiz Álvarez (Saragozza, 8 gennaio 1979) è una regista e sceneggiatrice spagnola.
Il suo film di debutto De tu ventana a la mía è del 2011.
Con il suo secondo lungometraggio, La novia del 2015 tratto da Federico García Lorca ha ottenuto 12 nomination ai premi Goya, tra cui Miglior film e Miglior regista.

## Filmografia

### Regista
- El rostro de Ido (cortometraggio) (2003)
- Fotos de familia (cortometraggio) (2005)
- El hueco de Tristán Boj (cortometraggio) (2008)
- De tu ventana a la mía (2011)
- La novia (2015)
- Di là dal fiume e tra gli alberi (Across the River and into the Trees) (2022)